# يوسف اليوحة
يوسف اليوحة، من مواليد 2 سبتمبر 1979، لاعب كرة قدم كويتي سابق.
و قد بدأ مسيرته الكروية مع نادي الفحيحيل، وفي عام 2003 انتقل إلى نادي الكويت.
وفي صيف 2009 أعير إلى نادي السالمية ولعب لهم إلى نهاية 2010.